# Шаньці

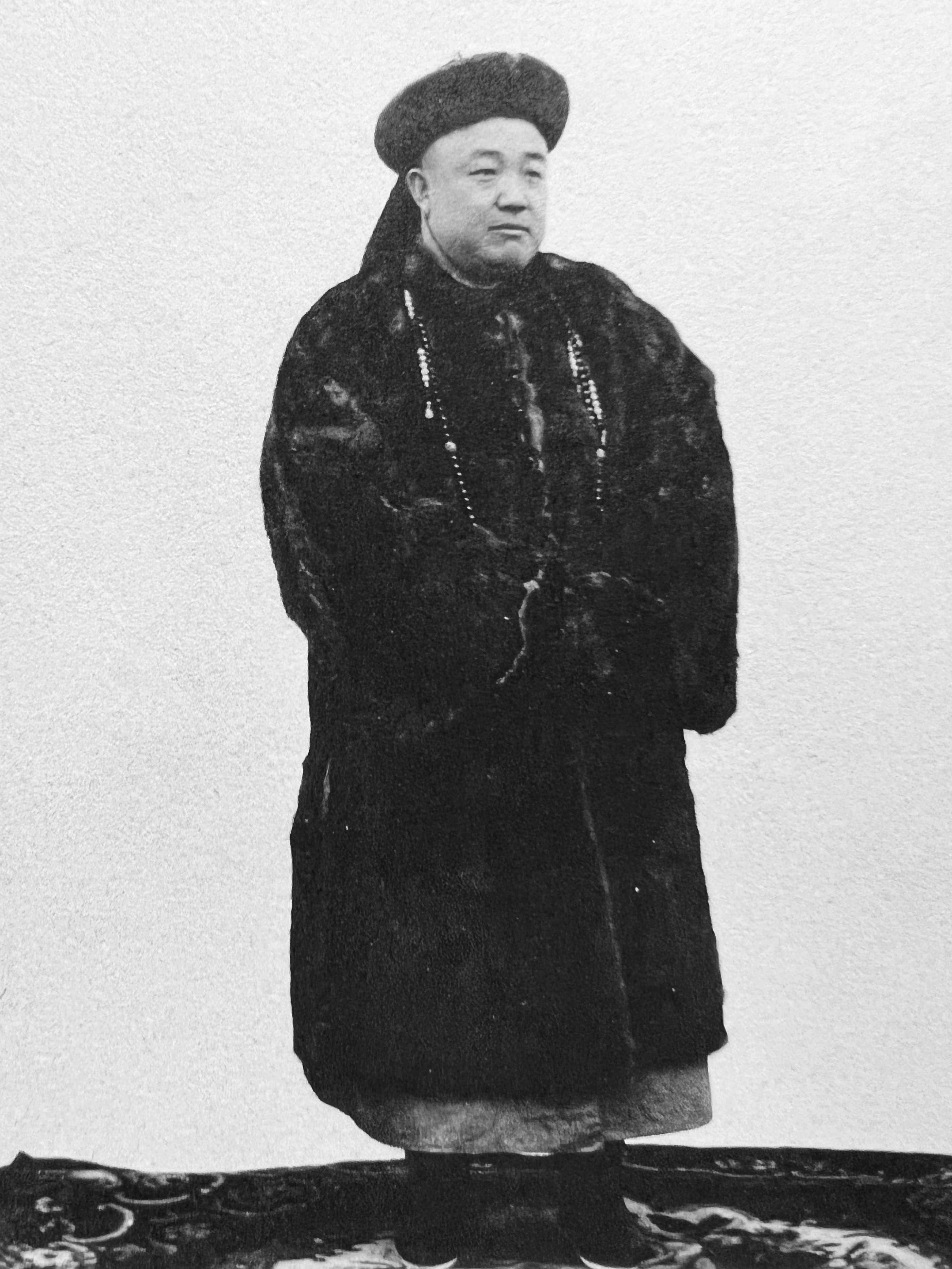
Шаньці, 10-й князь Су

Шаньці (кит.: 善耆; 5 жовтня 1866 — 29 березня 1922) — маньчжурський принц клану Айсін Геро, правлячого клану династії Цін, а також міністр Цинської імперії. Останній (10-й) князь Су (1898—1922). Належав до Білого прапора з облямівкою. Друге ім'я — Айтан (艾堂).

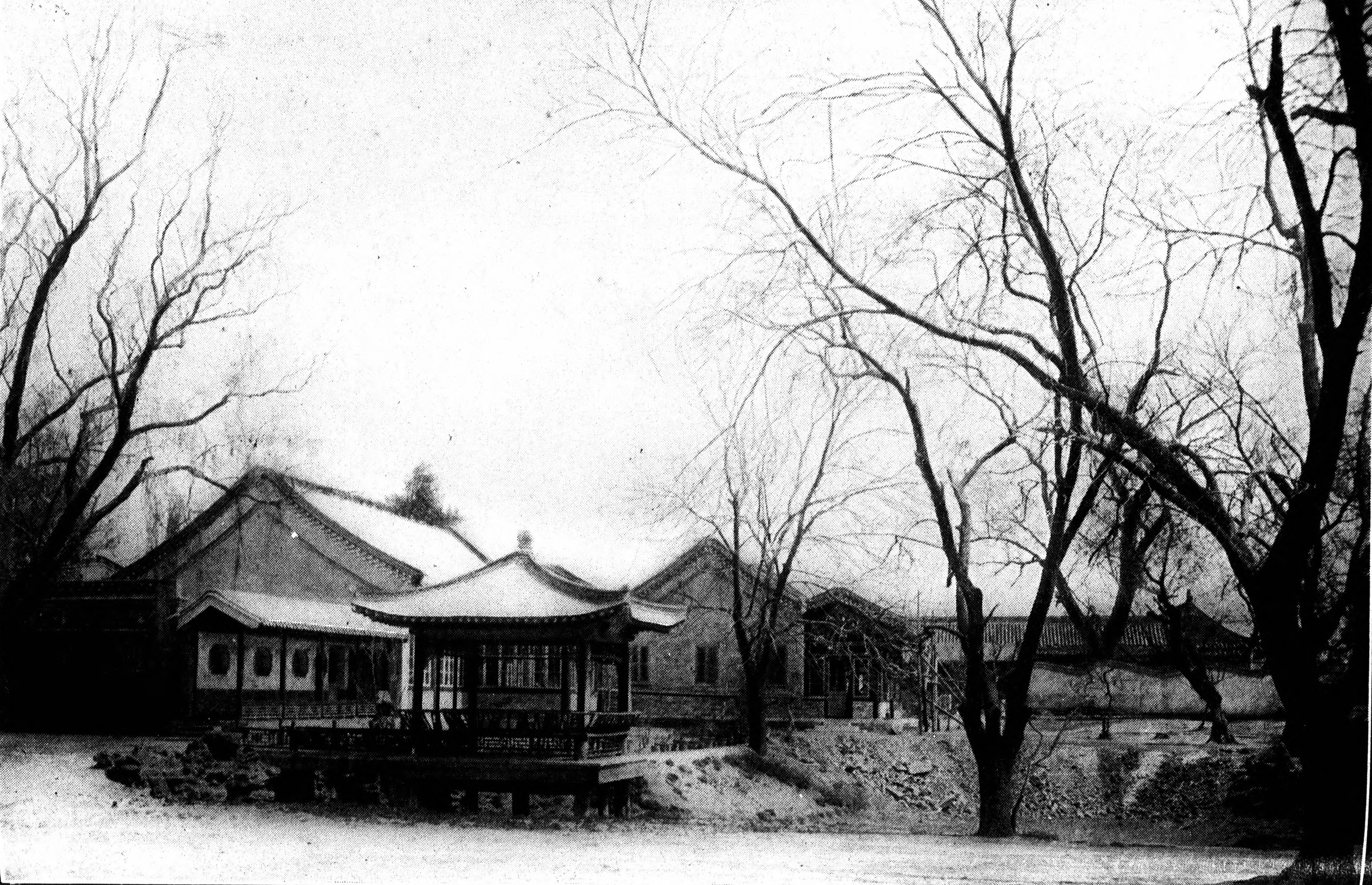
Резиденція князів Су (Suwang Fu)

Народився 5 жовтня 1866 (27 серпня за китайським місячним календарем) у Пекіні. Син Лунциня (肃良亲王 隆勤; 1840—1898), 9-го князя Су першого рангу (1870—1898). Його матір'ю була жінка з маньчжурського клану Лігія (李佳氏). Шаньці був принцом Су в десятому поколінні і нащадком Хаоге (1609—1648), 1-го князя Су. Хаоге був старшим сином другого цинського імператора Хуан Тайцзі, і його підтримали «Жовті прапори» у його прагненні стати імператором після його смерті. Однак після рішення зборів маньчжурської знаті та влади у 1643 малолітнього принца Фуліня, дев'ятого сина Хунтайцзі, було обрано імператором (ставши імператором Шуньчжі, а Хаоге зберіг свою посаду принца Су.
Служив податковим контролером Чунвеньмень, командувачем армії, членом Міністерства цивільних справ та одним з перших керівників пекінської жандармерії та поліцейської системи Цин. За часів пізньої династії Цин існував рух за Конституцію. В останні роки правління імператора Гуансюя Шаньці, як відомо, симпатизував революціонерам. У перші дні правління імператора Сюаньтуна (Пуї), коли були розкриті плани Ван Чжаоміна вбити регента Цзайфена, Шаньці був допитаний Цзайфеном.
У 1908 приєднався до групи, що керувала Адміралтейством (хайцзюнь ямен). Він був знайомий із маньчжурським Цзіньляном. Він відбував терміни у Міністерстві внутрішніх справ, коли розвивав жандармерію, та у Міністерстві залежних територій. Ці терміни перетиналися. Він обіймав посаду Bujun tongling (глава жандармерії).
На початку 1909 він, як голова відділу з цивільних справ, розробив план скорочення адміністративних витрат і приділенню більшої уваги поліцейському персоналу, щоб скоротити витрати на поліцію загалом. Це призвело до видалення та заміни посад Гуйчана та Ціюаня в поліції.
Після Сіньхайської революції сформував кістяк Роялістської партії, проголосивши свій «офіційний обов'язок перед паном» (цзюньчень дайї). Шаньці відмовився прийняти зречення Сюаньтуна і був контрабандою переправлений в японську концесію Порт-Артура на Квантунській орендованій території.
У 1912 заручився підтримкою Японії у створенні незалежної маньчжурської держави під керівництвом Пуї разом зі своєю 14-ю дочкою Джин Біхуї, яку він дозволив усиновити Кавасіма Наніва (Джин Біхуї змінила своє ім'я на Йосіко Кавасіма, щоб відобразити це). Однак цей план провалився, коли японці відмовилися від своєї підтримки на користь роботи з Юань Шикаєм.
До та після маньчжурської реставрації Чжан Сюня в 1917 розпочато два маньчжурсько-монгольські рухи за незалежність, обидва з яких закінчилися невдачею. Шаньці був залучений до першого. Маньчжурсько-монгольський рух за незалежність 1916, підтриманий бізнесменом Окура Кіхатіро, включав інвестиції в один мільйон ієн у партію роялістів, яка тримала в Маньчжурії армію, що складалася з реставраторів і монгольських бандитів. Ці кошти пішли на закупівлю та транспортування зброї. Генерал Танака Гіїті мав допомогти йому захопити Мукден і створити маньчжурську державу на північ від Великої стіни, зрештою завдавши удару по Пекіну. Це повстання мало розпочатися 15 квітня 1916 і приурочене до Війни за національний захист. Проте оскільки Танака не зміг вчасно отримати зброю, 4 квітня він призупинив операції.
Після смерті Юань Шикая японці вирішили, що якщо новий президент Китаю Лі Юаньхун був чуйний до японців, Японія надасть свою підтримку китайському уряду. Міністерство закордонних справ Японії, яке хотіло ліквідувати маньчжуро-монгольський рух за незалежність, досягло угоди з Кавасімом Нанівом. Люди Шаньці мали бути розформовані через 16 днів після угоди. Надані йому позики мали бути продовжені, але 215 000 ієн, використані Кавасімою, буде вираховано. 7 вересня рух було офіційно розпущено.
У 1922 помер у Люшуні. Його тіло перевезли на цвинтарі принців Су у Пекіні. За життя Шанці так і не змирився з Китайською Республікою. Через його вірність (чжун) Пуї його посмертно назвали принцом Су Чжун (肅 忠 親 王, Су Чжун Циньван).

## Сім'я
Був одружений з жінкою з маньчжурського клану Хешері (принцеса-консорт) і мав ще чотирьох наложниць. Він мав 21 син, найбільш відомим з яких був його старший син Сяньчжан і сьомий син Джин Бідун. У нього також було 17 дочок, найбільш відомими з яких були його 14-а дочка Джин Біхуї та 17-а дочка Джин Мою.